# Нганасанский язык
Нганаса́нский язы́к (устаревшее название — тавгийский (тавгинский) или тавгийско-самоедский) — язык нганасанов, распространённый в Таймырском районе Красноярского края в посёлках Усть-Авам, Волочанка и Новая. 
Относится к северной ветви самодийских языков. Число говорящих на нганасанском языке — 125 человек (2010).

## Социолингвистические сведения

### Ареал и численность
Нганасаны населяют северную часть Таймырского полуострова. Основная их часть живёт в Таймырском Долгано-Ненецком районе в посёлках Усть-Авам, Волочанка и Новая. По результатам Всероссийской переписи населения 2010 г., из 862 нганасан нганасанским языком владеет 125 человек. Все нганасаны не испытывают сложности, говоря по-русски; некоторые нганасаны говорят на долганском и энецком языках.
В языке различаются два диалекта, выделяемые в соответствии с двумя родоплеменными группами нганасан — авамский (посёлки Усть-Авам, Волочанка) и вадеевский, или хатангский (посёлок Новая). Различия между диалектами не препятствуют взаимопониманию.
На Таймыре идёт сильная ассимиляция нганасанского языка другими языками, в том числе долганским. В настоящее время все нганасаны без труда пользуются русским языком. Носителей, знающих только нганасанский, скорее всего, уже не осталось. Основная сфера применения языка заключается главным образом в общении людей старше 60 лет.

### Функциональный статус
Нганасанский язык в России имеет статус языка коренного малочисленного народа.
По данным на 2000/01 гг., нганасанский язык преподаётся как предмет в школах Волочанки и Усть-Авама с 1 по 9 класс. Также преподавание нганасанского языка ведётся в Институте народов Севера (Санкт-Петербург).
На нганасанском языке изредка публикуются материалы в районной газете «Таймыр», а также ведётся вещание Дудинской радиостанции. Передачи на нём выходят 5 раз в неделю по 15 минут.

## Литературный нганасанский язык
Е. А. Хелимский отмечает, что, в отличие от большинства народов, не имевших собственной письменности, нганасаны обладали высокостандартизованным литературным языком и традицией культуры речи. Исполнение эпических песен и легенд служило основным развлечением таймырских нганасанов во время пурги (а значит — многие недели ежегодно). Язык фольклора изобиловал тяжеловесными полипредикативными конструкциями, редкими именными и глагольными формами; для него были характерны систематические и многообразные проявления языкового пуризма. По словам Хелимского, многие нганасаны отличались склонностью к рефлексии по поводу тех или иных семантических или грамматических тонкостей, этимологии.
Традиции национального внимания к языку отразились не только в богатстве нганасанской лексики, стилистических возможностях языка и т. п., но и в архаичной, весьма сложной, однако абсолютно последовательной нганасанской морфонологии, почти не затронутой аналогическими сдвигами, и во всех сложных случаях мотивированной фонетическими процессами.
Хелимский предполагает, что именно существование национального литературного языка привело к его почти полному исчезновению. Старшее поколение носителей языка в условиях угрозы ассимиляции руководствовалось своеобразным пуристическим максимализмом: лучше, чтобы язык умер совсем, нежели чтобы его искажали или коверкали.

## Письменность
Нганасанская письменность была впервые разработана в 1990 году. Его автором был А. Ч. Момде. В июне того года алфавит на основе кириллицы с дополнительными буквами Ӡ ӡ, І і, Ӈ ӈ, Ӱ ӱ, Ә ә, ’’ был утверждён исполкомом совета народных депутатов Таймырского АО. В 1991 году на этом алфавите вышла первая книга — русско-нганасанский разговорник. В 1995 году был принят новый вариант алфавита, который используется в учебной литературе по настоящее время. По сравнению с первым вариантом орфографии, буква Ӡ ӡ была заменена на З̌ з̌, Ӱ ӱ  — на Ү ү, Ё ё — на Ө ө (кроме заимствований из русского). Буква І і была заменена на И и, но в ряде более поздних изданий она продолжала сохраняться.
Современный нганасанский алфавит:
| А а | Б б | В в | Г г | Д д | Е е | Ё ё | Ж ж | З з | З̌ з̌ |
| И и | Й й | ’’  | К к | Л л | М м | Н н | Ӈ ӈ | О о | Ө ө |
| П п | Р р | С с | Ç ç | Т т | У у | Ү ү | Ф ф | Х х | Ц ц |
| Ч ч | Ш ш | Щ щ | Ъ ъ | Ы ы | Ь ь | Э э | Ә ә | Ю ю | Я я |

Алфавит, используемый в газете «Таймыр», несколько отличается от того, что используется в букварях. В частности, в нём применяется буква Ӱ ӱ и отсутствует Ç ç.

## Лингвистическая характеристика

### Фонетика и фонология

#### Вокализм
В описаниях нганасанского вокализма выделяется 9 гласных фонем (монофтонгов) и многочисленные дифтонги. Нганасанская система гласных — переходная от «треугольной» к «прямоугольной».
| Закрытые | i | i | y | y | ɨ | ɨ | ɨ |  |  | u | u |   |   |
| Средние  | e | e |   |   | ə | ə | ə |  |  | o | o | o | o |
| Открытые | æ | æ |   |   | a | a | a |  |  |   |   |   |   |

| ia | ya | ɨa | ua |
| iə |    | ɨə |    |
|    | yo |    | uo |
| au | eu | əu | ou |

#### Консонантизм
|               | Губные | Зубные | Палатальные | Заднеязычные | Ларингальные |
| Взрывные      | p b    | t d    | с ʝ         | k g          | ʔ            |
| Аффрикаты     |        | d‿ð    | с‿ç         |              |              |
| Фрикативные   |        | s ð    |             | x            |              |
| Носовые       | m      | n      | ɲ           | ŋ            |              |
| Аппроксиманты |        |        | j           |              |              |
| Боковые       |        | l      | ʎ           |              |              |
| Дрожащие      |        | r      |             |              |              |

#### Морфонология
Для нганасанского языка характерна агглютинация (хотя вследствие возрастающей фузии в некоторых местах словоизменительных парадигм, например, у имени между маркером падежа и посессивным показателем, присутствуют и случаи фузии).
| muŋkuʔləmugitinuʔ                        |
| muŋku-ʔ-ləmu-giti-nuʔ                    |
| растущее.дерево-PL-USUAL-ABL.PL-POSS.1PL |
| «от наших обычных зимовок»               |

| basutuotənunə                   |
| basu-tuo-tənu-nə                |
| охотиться-ACT.PART-LOC-POSS.1SG |
| «у моего охотника»              |

Словоизменение часто сопровождается сложными чередованиями в основе:
|         | Nom.SG | Nom.PL |
| «озеро» | turku  | turkuʔ |
| «море»  | ɟam    | ɟaməʔ  |
| «устье» | toxi   | tobiʔ  |
| «река»  | bigai  | bikaːʔ |
| «орёл»  | lɨŋxɨ  | lɨmbɨʔ |
| «дядя»  | isi    | iɟiʔ   |

### Морфология
Тип выражения грамматических значений — синтетический. Почти единственный случай аналитизма в нганасанской грамматике — специальный вспомогательный глагол, выражающий отрицание.
На именах в нганасанском языке выражаются следующие грамматические категории:
- падеж, включающий 7 граммем: номинатив, генитив, аккузатив, датив, локатив, аблатив, пролатив. Номинатив кодирует основные актанты глагола, аккузатив — определённого пациенса переходного глагола; косвенные падежи имеют разнообразные локативные функции;
- посессивность — вершинный маркер посессивной (в широком смысле) синтаксической связи между существительным и местоимением: kətu-me «мой ноготь», ketumti «их двоих/вас двоих ноготь», ketumtɨŋ «вас многочисленных ноготь»; при этом, само местоимение нормально поверхностно не выражается, исключая случаи эмфазы;
- «дезидеративность», или «категория личного предназначения» — вершинный маркер участника с семантической ролью Бенефактива; существуют «дезидеративные» формы именительного, винительного и «назначительного падежа»; последний представляет собой сочетание аффиксов «личного предназначения» и посессивного генитива; предложение taðənə banə bəðutəndum (ta-ðə-nə олень-DESID-POSS.GEN.1SG) переводится Н. М. Терещенко как «В качестве оленя собаку выращиваю».

В нганасанском, в отличие от остальных самодийских языков, имеет более смысла выделять формальный класс прилагательных. Прилагательные согласуются с существительными в числе и падеже в именительном, винительном и родительном падежах, в остальных падежах — только в числе. Существует довольно много словообразовательных средств, уникальных именно для прилагательных: среди них многочисленные аффиксы уменьшения и ослабления меры и степени качества. Как и в других самодийских языках, в нганасанском отсутствует морфологический способ выражения сравнительной и превосходной степеней сравнения: в сравнительных конструкциях прилагательное просто приобретает внутренний актант в аблативе:
| koruʔ makətə tonkəgə   |
| koruʔ ma-kətə tonkəgə  |
| дом чум-ABL просторный |

В предикативной позиции к именам начинает присоединяться глагольный лично-числовой показатель безобъектного спряжения: mənə nilɨtɨ-m «я живу» против mənə iɟi-m «я дядя». Это правило выполняется для всех имён — существительных, прилагательных, числительных и местоимений, кроме личных.
Грамматические категории нганасанского глагола:
- лицо, по которому он согласуется с подлежащим, и число, по которому он согласуется с подлежащим и прямым дополнением (распространенное в уральских языках «субъектно-объектное» спряжение);
- время — три граммемы: настоящее, прошедшее и будущее; показатели настоящего времени у перфективных глаголов отличаются от таковых у имперфективных глаголов материально и имеют значение иммедиатного перфекта; в нарративе для описания цепочки сменяющих друг друга событий используются перфект и настоящее время имперфективных глаголов, а формы прошедшего времени используются для описания событий, выпадающих из нарративного ряда;
- модальность — отдельно грамматикализованы вопросительная форма глагола, императив, адхортатив, конъюнктив, оптатив;
- эвиденциальность — различаются, по крайней мере, нейтральное значение, инферентив и аудитив;
- аспект; в нганасанском существует словоклассифицирующая категория вида, подобная той, которая выделяется в славянских языках; к перфективному классу относятся глаголы, обозначающие, по вендлеровской классификации, события или предельные процессы; к имперфективному, соответственно, — непредельные процессы и состояния; перфективные глаголы имеют форму перфекта, но не имеют формы настоящего времени; имперфективные глаголы, наоборот, имеют только формы настоящего времени, но не имеют формы перфекта; отнесение глагола к тому или иному виду представляет собой словарную характеристику корня; для производных глаголов вид определяется по последнему суффиксу основы; словообразовательно выражаются инхоатив, инцептив, дрейфующий в сторону проспектива, лимитатив («темпоралис»), прогрессив, дуратив, мультипликатив, хабитуалис; существуют также разные показатели не с чисто аспектуальной семантикой, которые, тем не менее, меняют аспектуальный класс глагола, в том числе некоторые показатели актантной деривации;
- продуктивная пониижающая актантная деривация («субъектно-безобъектное спряжение») — серия специальных лично-числовых показателей с варьирующей семантикой: декаузативной, рефлексивной, медиальной;
- продуктивный «статив-декаузатив» — сложная морфонологическая операция над основой, имеющая для перфективных глаголов декаузативное, а для имперфективных — результативное значение.

Отрицание в нганасанском языке строится с помощью вспомогательного глагола ɲi-, к которому переходят все словоизменительные аффиксы, а смысловой глагол ставится в специальной форме коннегатива с показателем -[ˀ].
| heðɨtɨtɨ  |  | nintɨ heðɨtɨʔ       |
| heðɨtɨ-tɨ |  | ni-ntɨ heðɨtɨ-ʔ     |
| идти-PRS  |  | NEG-PRS идти-CONNEG |
| «он идёт» |  | «он не идёт»        |

Среди нефинитных форм выделяется два конверба, ряд причастий и два глагольных имени: имперфективное на -mun и перфективное на -ʔmuə. Перфективное имя описывает ситуацию целиком, включая её завершение; имперфективное — действие как таковое, без указания на его границы.

#### Неличные формы глагола

##### Причастия
Действительные причастия образуются при помощи суффиксов: -туо-/-түə-/-тыə-/-тiə-/-нтуə-/-нтүə-/-нтыə-/-нтiə-/-чуə-/-чиə-; у глаголов на -р он имеет вид -руə-, -рүə-, -рыə-, -риə-. Причастие образуется от неопределённой формы глагола: для этого нужно заменить неопределённое окончание окончанием причастия. У несовершенных глаголов форму действительного причастия можно образовать от формы 3-го лица единственного числа, прибавив к гласный -ə(-о). Так, если в 3-м лице единственного числа глагол оканчивается на -ту, то причастие будет оканчиваться на -туо, на -тү, -түə и т. д. Например: мунунту «он говорит» — мунунтуо «говорящий»; нилыты «он живёт» — нилытыə «живущий» и т. д.
Страдательные причастия имеют суффикс -мəə. Например: хотəмəə «написанный»; меймəə «сделанный» и т.д.
Причастия изменяются так же, как прилагательные — по трём падежам (именительный, винительный, родительный) и по числам.

##### Деепричастия

###### Неопределённые деепричастия
Неопределённые деепричастия имеют окончания -са; -ся; -дя; -сы; -си; -ди; и выполняют двойную роль:
1. роль собственно деепричастия, обозначая второстепенное действие на фоне главного;
2. неопределённой формы глагола.

###### Условные деепричастия
Условные деепричастия по значению соответствует русским придаточными предложениями времени и условия. Они могут иметь как неопределённую, так и притяжательную форму, в которой притяжательное окончание указывает на деятеля. Например: ӈəтə-бүˮ «если найти»; притяжательные формы — ӈəтə-бүнə «если (когда) я найду», ӈəтə-бүтə «если (когда) ты найдёшь» и т. д.
а) на -у/-ү
| Неопр. форма | -хүˮ | -бүˮ |
| ------------ | ---- | ---- |

| Число  | Лицо | Суффикс | Суффикс | Суффикс | Суффикс |
| ------ | ---- | ------- | ------- | ------- | ------- |
| Ед. ч. | 1 л. | -хү-    | -бү-    | -нə     | -       |
|        | 2 л. | -хү-    | -бү-    | -тə     | -нтə    |
|        | 3 л. | -хү-    | -бү-    | -тү     | -нтү    |
| Дв. ч. | 1 л. | -хү-    | -бү-    | -нi     | -       |
|        | 2 л. | -хү-    | -бү-    | -тi     | -нтi    |
|        | 3 л. | -хү-    | -бү-    | -тi     | -нтi    |
| Мн. ч. | 1 л. | -хү-    | -бү-    | -нүˮ    | -       |
|        | 2 л. | -хү-    | -бү-    | -түˮ    | -нтүˮ   |
|        | 3 л. | -хү-    | -бү-    | -түӈ    | -ндүӈ   |

б) на -ы/-и
| Неопр. форма | -хиˮ | -биˮ |
| ------------ | ---- | ---- |

| Число  | Лицо | Суффикс | Суффикс | Суффикс | Суффикс |
| ------ | ---- | ------- | ------- | ------- | ------- |
| Ед. ч. | 1 л. | -хи-    | -би-    | -нə     | -       |
|        | 2 л. | -хи-    | -би-    | -тə     | -нтə    |
|        | 3 л. | -хи-    | -би-    | -тi     | -нтi    |
| Дв. ч. | 1 л. | -хи-    | -би-    | -нi     | -       |
|        | 2 л. | -хи-    | -би-    | -тi     | -ндi    |
|        | 3 л. | -хи-    | -би-    | -тi     | -ндi    |
| Мн. ч. | 1 л. | -хи-    | -би-    | -нiˮ    | -       |
|        | 2 л. | -хи-    | -би-    | -тiˮ    | -ндiˮ   |
|        | 3 л. | -хи-    | -би-    | -тiӈ    | -ндиӈ   |

#### Имя существительное
Существительные Нганасанского языка изменяются по числам и падежам. Они имеют три числа — единственное, двойственное и множественное, а также 7 падежей — именительный, родительный, винительный, дательно-направительный, местный, отложительный и продольный. При присоединении падежного окончания может происходить изменение основы существительного.«»
Единственное число:
| Падежи                  |                              |
| ----------------------- | ---------------------------- |
| Именительный            | -                            |
| Родительный             | -(ӈ)                         |
| Винительный             | -(м)                         |
| Дательно-Направительный | -тə; -нтə                    |
| Местный                 | -тəну; -нтəну; -тəны; -нтəны |
| Отложительный           | -кəтə; -гəтə                 |
| Продольный              | -мəну; -мəны                 |

Примечания: в скобках обозначены формы, которые встречаются только в поэтической речи
Двойственное число:
| Падежи       |            |
| ------------ | ---------- |
| Именительный | -кəй; -гəй |
| Родительный  | -ки; -ги   |

Множественное число:
| Падежи                  |                              |
| ----------------------- | ---------------------------- |
| Именительный            | -ˮ                           |
| Родительный             | -ˮ                           |
| Винительный             | -й                           |
| Дательно-Направительный | -түˮ; -ндүˮ; -тiˮ; -ндiˮ     |
| Местный                 | -түнү; -ндүнү; -тiнi; -нтiнi |
| Отложительный           | -китə; -гитə                 |
| Продольный              | -ˮмəну; -ˮмəны               |

##### Притяжательные показатели имени
Принадлежность предмету какому-либо лицу обозначается специальными окончаниями, стоящими после окончания падежа, пример спряжения слова маˮ «чум, дом» без притяжательного окончания и с притяжательным окончанием 1-го лица единственного числа («мой»):
Единственное число:
| Падежи                  | Без притяжательного окончания | С притяжательным окончанием |
| ----------------------- | ----------------------------- | --------------------------- |
| Именительный            | маˮ                           | мамə                        |
| Родительный             | маз̌ə                          | маз̌əнə                      |
| Винительный             | маз̌ə                          | маз̌əмə                      |
| Дательно-Направительный | матə                          | матəнə                      |
| Местный                 | матəну                        | матəнунə                    |
| Отложительный           | макəтə                        | макəтəнə                    |
| Продольный              | мамəну                        | мамəнунə                    |

Двойственное число:
| Падежи       | Без притяжательного окончания | С притяжательным окончанием |
| ------------ | ----------------------------- | --------------------------- |
| Именительный | макəй                         | макəйне                     |
| Родительный  | маки                          | макəйнə                     |
| Винительный  | маки                          | макəйне                     |

Множественное число:
| Падежи                  | Без притяжательного окончания | С притяжательным окончанием |
| ----------------------- | ----------------------------- | --------------------------- |
| Именительный            | маз̌əˮ                         | маз̌уне                      |
| Родительный             | маз̌у                          | маз̌унə                      |
| Винительный             | маз̌əй                         | маз̌уне                      |
| Дательно-Направительный | маз̌əтiˮ                       | маз̌əтiнə                    |
| Местный                 | маз̌əтiнү                      | маз̌əтiнүнə                  |
| Отложительный           | маз̌əкитə                      | маз̌əкитəнə                  |
| Продольный              | маз̌уˮмəну                     | маз̌уˮмəнунə                 |

##### Дополнительные падежи
Помимо перечисленных падежей, имеется несколько форм существительного, которые могут быть приравнены к падежным:
1. Дательно-направительная форма на -дя (немыдя «(к) матери», банəдя «(к) собаке»). Дательно-направительная форма является исключением из правила присоединения притяжательных окончаний — они стоят перед показателем -дя, ср.: немы-нтə-нə «(к) моей матери» — немы-нə-дя «(к) моей матери»;
2. Совместная форма на -на (немына «с матерью»; банəна «с собакой»);
3. Лишительная форма на -кали/-гали (немыгиали «без матери»; баӈкиали «без собаки»).

Если имя существительного выполняет роль сказуемого, то оно спрягается, но, в отличие от глагола, может стоять только в настоящем времени и только в изъявительном наклонении. Например: мəнə басутуом «я охотник»; тəнə басутуоӈ «ты охотник» и т. д. Оно имеет следующие окончания:
| Число  | Лицо | Окончания  |
| ------ | ---- | ---------- |
| Ед. ч. | 1 л. | -м; -əм    |
|        | 2 л. | -ӈ; -əӈ    |
|        | 3 л. | -          |
| Дв. ч. | 1 л. | -ми        |
|        | 2 л. | -ри        |
|        | 3 л. | -гəй; -кəй |
| Мн. ч. | 1 л. | -муˮ; -мыˮ |
|        | 2 л. | -руˮ; -рыˮ |
|        | 3 л. | -ˮ; -əˮ    |

Пример:
|                     | Басутуо (охотник) | Сөар (друг) | Нины (старший брат) |
| ------------------- | ----------------- | ----------- | ------------------- |
| мəнə (я)            | Басутуо-м         | Сөар-əм     | Нины-м              |
| тəнə (ты)           | Басутуо-ӈ         | Сөар-əӈ     | Нины-ӈ              |
| сыты (он, она, оно) | Басутуо           | Сөар        | Нины                |
| ми (мы вдвоём)      | Басутуо-ми        | Сөар-ми     | Нины-ми             |
| тi (вы вдвоём)      | Басутуо-ри        | Сөар-ри     | Нины-ри             |
| сытi                | Басутуо-гəй       | Сөар-кəй    | Нины-гəй            |
| мыӈ                 | Басутуо-муˮ       | Сөар-муˮ    | Нины-мыˮ            |
| тыӈ                 | Басутуо-руˮ       | Сөар-руˮ    | Нины-рыˮ            |
| сытыӈ               | Басутуо-ˮ         | Сөар-əˮ     | Нины-ˮ              |

В других временах и наклонениях при существительном употребляется глагол ися («быть»)

#### Имя прилагательное
Прилагательное обычно является определением к существительному, и его падеж зависит от падежа существительного.
Прилагательное может иметь только три падежа: именительный, винительный и родительный. Падежи у прилагательных имеют те же окончания, что и у существительных. При существительном в именительном и винительном падежах употребляются соответственно формы прилагательных именительного и винительного падежей; если существительное стоит в любом другом косвенном падеже, то зависимое от него прилагательное имеет форму родительного падежа, сравните: мендяде коруˮ «новый дом» — мендядиˮ коруз̌уˮ «новых домов» — мендядиˮ коруз̌əтiнү «в новых домах».

#### Наречия
Наречия нганасанского языка могут быть изменяемыми и неизменяемыми

##### Изменяемые
Изменяемые наречия имеют формы, соответствующие четырём пространственным падежам — дательного-направительному, местному, исходному и продольному. По числам наречия не изменяются.
Пример изменяемого наречия:
| Падежи                  |                      |
| ----------------------- | -------------------- |
| Дательно-Направительный | ӈиле («вниз»)        |
| Местный                 | ӈилену («внизу»)     |
| Отложительный           | ӈилез̌ə («от низа»)   |
| Продольный              | ӈилемəəну («понизу») |

##### Неизменяемые
Некоторые из неизменяемых наречий могут переходить некоторые формы прилагательных. Самыми распространёнными являются переходы двух форм:
1. Родительного падежа множественного числа, например: няагəə «хороший» — няагəиˮ «хорошо», сойбаз̌əə «громкий» — сойбаз̌əиˮ «громко» и т. д.;
2. Продольного падежа единственного числа, например: əрəкəрə «красивый» — əрəкəмəну «красиво».

#### Местоимения

##### Личные
В Нганасанском языке имеются личные местоимения 1-го, 2-го и 3-го лица, единственного, двойственного и множественного числа (всего 9 местоимений). Формы именительного, винительного и родительного падежей совпадают. Формы остальных падежей являются составными: они состоят из неизменяемого местоимения и послелога на в соответствующем падеже с притяжательным суффиксом соответствующего лица и числа.
Единственное число:
| Падежи                 | Я (1-е лицо)  | ты (2-е лицо)  | он, она, оно (3-е лицо) |
| ---------------------- | ------------- | -------------- | ----------------------- |
| Им., Род., Вин.,       | мəнə          | тəнə           | сыты                    |
| Дат.-Направительный п. | мəнə нанə     | тəнə нантə     | сыты нанту              |
| Местный                | мəнə нанунə   | тəнə нанунтə   | сыты нанунту            |
| Отложительный          | мəнə нагəтəнə | тəнə нагəтəтə  | сыты нагəтəту           |
| Продольный             | мəнə намəнунə | тəнə намəнунтə | сыты намəнунту          |

Двойственное:
| Падежи              | мы вдвоём (1-е лицо) | вы вдвоём (2-е лицо) | они вдвоём (3-е лицо) |
| ------------------- | -------------------- | -------------------- | --------------------- |
| Им., Род., Вин.,    | ми                   | тi                   | сытi                  |
| Дат.-Направительный | ми нанi              | ти нандi             | сытi нандi            |
| Местный             | ми нанунi            | ти нанунтi           | сытi нанунтi          |
| Отложительный       | ми нагəтəнi          | ми нагəтəндi         | сытi нагəтəндi        |
| Продольный          | ми намəнунi          | ми намəнундi         | сытi намəнундi        |

Множественное:
| Падежи                 | мы (1-е лицо) | вы (2-е лицо)  | они (3-е лицо)   |
| ---------------------- | ------------- | -------------- | ---------------- |
| Им., Род., Вин.,       | мыӈ           | тыӈ            | сытыӈ            |
| Дат.-Направительный п. | мыӈ нануˮ     | тыӈ нандуˮ     | сытыӈ нандуӈ     |
| Местный                | мыӈ нанунуˮ   | тыӈ нанунтуˮ   | сытыӈ нанунтуӈ   |
| Отложительный          | мыӈ нагəтəнуˮ | тыӈ нагəтəндуˮ | сытыӈ нагəтəндуӈ |
| Продольный             | мыӈ намəнунуˮ | тыӈ намəнунтуˮ | сытыӈ намəнундуӈ |

##### Указательные
По своим грамматическим свойствам указательные местоимения делятся на три группы:
1. местоимения, склоняющиеся по типу существительных и прилагательных: тəтi, əмты «этот» («близкий»); такəə «тот» («дальний»); əмəниə «тот» («конкретный»); əмə «сюда»; тəрəди «такой»; əмлəди «этот, такой».
2. местоимения, изменяющиеся по типу наречий.

Пример:
| Падеж               |                                             |
| ------------------- | ------------------------------------------- |
| Дат.-Направительный | тəнi (туда)                                 |
| Местный             | тəнинi (там)                                |
| Отложительный       | тəниз̌ə (оттуда)                             |
| Продольный          | тəнимəəны (по тому месту, по тому маршруту) |

1. Неизменяемые местоимения: тəндə («туда»), табə («туда»), тəни’’иа («туда, так»)

#### Числительные
Простые числительные подразделяются на 3 группы: количественные, порядковые, краткие.
| Число | Количественные | Порядковые                 | Краткие                             |
| ----- | -------------- | -------------------------- | ----------------------------------- |
| 1     | ӈуои’’         | нерəбтə(ə) (первый)        | ӈуоз̌у’’ (однажды, (в) один раз)     |
| 2     | ситi           | сиз̌имтi(ə) (второй)        | сиз̌и’’ (дважды, (в) два раза)       |
| 3     | нагүр          | нагəмтү(о) (третий)        | накүрү’’ (трижды, (в) три раза)     |
| 4     | четə           | четəмты(ə) (четвёртый)     | четi’’ (четырежды, (в) четыре раза) |
| 5     | сəӈхоляӈкэ     | сəмбəмты(ə) (пятый)        | сəӈхоляӈги’’ ((в) пять раз)         |
| 6     | мәтүˮ          | мəтəмты(ə) (шестой)        | мəтүз̌ү’’ ((в) шесть раз)            |
| 7     | сяйбә          | сяйбәмты(ə) (седьмой)      | сяйби’’ ((в) семь раз)              |
| 8     | ситіз̌әтә       | ситіз̌әтәмты(ə) (восьмой)   | ситіз̌әтi’’ ((в) восемь раз)         |
| 9     | ӈамиайчумә     | ӈамиайчумәмты(ə) (девятый) | ӈамиайчуми’’ ((в) девять раз)       |
| 10    | бииˮ           | биимтi(ə) (десятый)        | бииз̌и’’ ((в) десять раз)            |
| 100   | дир            | дирəмты(ə) (сотый)         | дири’’ ((в) сто раз)                |

##### Образование сложных числительных
1. Десятки и сотни обозначаются сложными словами, состоящими из двух частей — числа десятков и слова бииˮ («десять») или дир («сто»), например: 20 ситiбииˮ (ситi «два» + бииˮ «десять»); 30 нагүрбииˮ (нагүр «три» + бииˮ «десять»); 300 нагүрдир (нагүр «три» + дир «сто»). Исключение составляют числительные 50 сәӈхобииˮ и 500 сәӈходир, образованные не в точном соответствии с правилом.
2. Порядок следования компонентов в составных числительных: «сотни — десятки — единицы», например: 46 четəбииˮ мәтүˮ; 146 дир четəбииˮ мәтүˮ; 246 ситiдир четəбииˮ мәтүˮ; 1246 бииˮ ситiдир четəбииˮ мәтүˮ.

#### Послелоги
В Нганасанском языке послелоги имеют формы, соответствующие четырём пространственным падежам: дательно-направительному, местному, отложительному и продольному. Послелоги всегда стоят после того слова, к которому относятся; при этом само слово имеет форму родительного падежа, например: ӈәмурса (им. п.) «стол» — ӈәмурсанә (род. п.) ни («на стол»), ӈәмурсанә (род. п.) нинi («на столе») и т.д.
| Падежи        |        |        |        |        |
| ------------- | ------ | ------ | ------ | ------ |
| Дат.-Напр.    | -      | -      | -      | -      |
| Местный       | -ну    | -ну    | -ны    | -ны    |
| Отложительный | -тә    | -з̌ә    | -тә    | -з̌ә    |
| Продольный    | -мәәну | -мәәну | -мәәны | -мәәны |

Пример:
| Падежи        | Послелог на         | Послелог ни                      |
| ------------- | ------------------- | -------------------------------- |
| Дат.-Напр.    | на (к)              | ни (на (на вопрос: куда?))       |
| Местный       | нану (с)            | нинi (на (на вопрос: где?))      |
| Отложительный | натә (от)           | нитә (с/со (на вопрос: откуда?)) |
| Продольный    | намәәну (по, вдоль) | нимәәну (по поверхности)         |

Некоторые послелоги по форме совпадают с полнозначными наречиями, например: ӈилену «внизу» — ӈәмурсанә ӈилену («под столом»); ӈилез̌ә «снизу» (откуда) — ӈәмурсанә ӈилез̌ә («из-под стола») и т. д.

### Морфосинтаксис

#### Кодировка ядерных актантов
В нганасанском языке типичная для уральских языков аккузативная ролевая кодировка, при этом аккузативом кодируется только определённый пациентивный аргумент двухместного предиката (то есть представлено не только зависимостное, но и вершинное дифференцированное маркирование объекта).
- Предикат с единственным агентивным актантом:

| deptuʔ turku bɨtə ŋomtyoʔ               |
| deptu-∅-ʔ turku bɨ-tə ŋom-tyo-ʔ         |
| Гусь-NOM-PL озеро вода-DAT сесть-PST-PL |
| «Гуси сели на воду озера»               |

- Предикат с единственным пациентивным актантом:

| aniʔka bigajmənu nakyrə ɟalɨmənu ŋənduj kudy-ty     |
| aniʔka bigaj-mənu nakyrə ɟalɨ-mənu ŋənduj-∅ kudy-ty |
| большой река-PROL три день-PROL лодка-NOM плыть-3SG |
| «По большой реке три дня лодка плывёт»              |

- Двухместный предикат с неопределённым пациентивным актантом:

| ɟesɨrə koðaʔa satərə              |
| ɟesɨ-rə-∅ koðaʔa satərə-∅         |
| отец-2SG.POSS-NOM убить песец-NOM |
|                                   |

- Двухместный предикат с определённым пациентивным актантом:

| sɨtɨ kotuməm satərəm matətu təðaʔa                     |
| sɨtɨ kotumə-m satərə-m ma-tə-tu təðaʔa                 |
| он. NOM убитый-ACC песец-ACC дом-DAT-POSS.3SG принести |
| «Убитого песца он принёс домой»                        |

#### Порядок слов
- В финитной клаузе немаркированный порядок слов — SOV (см. пример выше)
- В именной группе как адъективное, так и именное (в зависимости от семантики генитивное или немаркированное) зависимые стоят слева от вершины:

| çynəðɨˀə məlkə           |
| безрогий комолый.олень   |
| «безрогий комолый олень» |

| aɟa-ˀ baarbə ɲyə        |
| долган-GEN.PL вождь сын |
| «Сын вождя долган»      |

#### Маркирование синтаксической связи
Нганасанский способ маркирования синтаксической связи типичен для всех самодийских языков.
- В предикации — двойное: лицо и число субъекта, так же как и лицо объекта, маркируются на глаголе, а глагол приписывает ядерным актантам те или иные падежи.

| ŋyʎaðə tundɨm tandarkucçu  |
| ŋyʎaðə tundɨ-m tandarku-ðu |
| волк лиса-ACC гнать-3SG.SG |
| «Волк лисицу гонит»        |

- В именной группе — зависимостное (NGen+NNom), нулевое (NNom+NNom), В посессивных словосочетаниях с местоименным зависимым вершина маркируется посессивным аффиксом.

## «Говорка»
В XVIII—XIX веке на Таймыре, населённом, в основном, русскими затундренными крестьянами, нганасанами и долганами, сложился пиджин, словарный материал которого был почти целиком заимствован из русского языка, а грамматика типологически гораздо более близка к урало-алтайскому агглютинативному типу. В нём преобладает порядок слов SOV, вместо косвенных падежей (в том числе и дательного в значении бенефактива, и родительного в сравнительных конструкциях) — конструкции с послелогами место и мера, запрещены анлаутные (стоящие в начале слова) сочетания согласных, невозможные в языках Таймыра: се «все», тарик «старик», малаший «младший». Субстратные языки часто индуцируют полисемию слов говорки: Тебя ночь как резал? «Как ты провёл ночь?», ср. нганасанский глагол mətuɟə «резать; пересекать (реку); проводить (время)».

## История изучения
Впервые язык был зафиксирован в переводе «Отче наш», записанном Николаасом Витзеном между 1664 и 1667 гг. В XVIII в. списки нганасанских слов публиковались у Даниэля Мессершмидта, Филиппа Страленберга и Петера Палласа. Первое описание нганасанской грамматики было дано Матиасом Кастреном. Данные были собраны им в ходе экспедиции 1845—1849 гг., а грамматика и словарь вышли в Санкт-Петербурге в 1854 и 1856 гг., уже после смерти автора.
В советское время нганасанским, как и другими самодийскими языками, занималась Н. М. Терещенко, которой принадлежит первое систематическое описание нганасанского языка в книгах «Нганасанский язык» и «Синтаксис самодийских языков». В 1970-х годах несколько экспедиций в нганасанский язык совершил Е. А. Хелимский, который обнаружил в этом языке большой объём потенциально субстратной лексики неизвестного происхождения (как оказалось, неэтимологизируемых именных основ в нём примерно вдвое больше, чем в ненецком или энецком языках, при этом источник этого субстрата остаётся загадкой — во всяком случае, он не тунгусо-маньчжурского или юкагирского происхождения).